# Język mandżurski

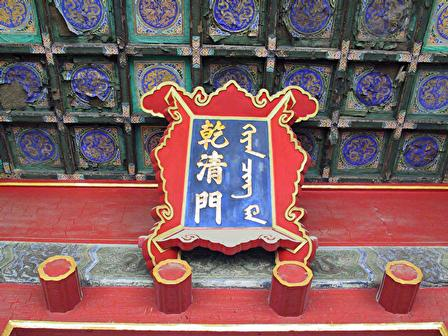
Dwujęzyczny napis w piśmie mandżurskim i chińskim

Język mandżurski – język z grupy tungusko-mandżurskiej, którym posługują się nieliczni przedstawiciele Mandżurów zamieszkujących północno-wschodnie Chiny (Mandżurię). Literatura, wzorowana na chińskiej, a zapisywana pismem mandżurskim, opartym na piśmie mongolskim, powstawała już od XVII w. Język mandżurski zagrożony jest wymarciem ze względu na daleko posuniętą sinizację Mandżurów. Na przełomie lat 80. i 90. niecałe 200 osób posługiwało się jeszcze tym językiem. Liczba mówiących w 2007 roku wyniosła 20 osób.